# United States Geological Survey
A United States Geological Survey (rövidítve USGS, korábban Geological Survey) az Amerikai Egyesült Államok szövetségi kormányának földtani intézete, amelyet 1879. március 3-án alapítottak. Feladata az ország domborzatának, természeti erőforrásainak és természeti veszélyeinek vizsgálata.
A 8670 főt alkalmazó, a belügyminisztérium részeként működő ügynökség székhelye a Virginia állambeli Restonban van, de a Colorado állambeli Lakewoodban és a Kalifornia állambeli Menlo Parkban is tartanak fent irodákat.

## Története
A Tudományos Akadémia adatai szerint a USGS-t a Kongresszus által 1879. március 3-án, az utolsó pillanatban elfogadott törvénymódosítással hozták létre. Feladata „az állami földek besorolása, és a nemzeti tulajdon földszerkezetének, ásványkincseinek és termékeinek” vizsgálata volt; erre a Louisiana 1803-as megvásárlása, valamint a mexikói–amerikai háborút követően 1848-ban az országhoz került hatalmas földterületek felmérése miatt volt szükség.
A jogszabály értelmében a Hayden, Powell és Wheeler vezette földméréseket 1879. június 30-án felfüggesztették. A USGS-t első igazgatója a szórványosan elhelyezkedő regionális földmérő szervezetekből állította össze.

### Igazgatók
- Clarence King (1879–1881)
- John Wesley Powell (1881–1894)
- Charles Doolittle Walcott (1894–1907)
- George Otis Smith (1907–1930)
- Walter Curran Mendenhall (1930–1943)
- William Embry Wrather (1943–1956)
- Thomas Brennan Nolan (1956–1965)
- William Thomas Pecora (1965–1971)
- Vincent Ellis McKelvey (1971–1978)
- Henry William Menard (1978–1981)
- Dallas Lynn Peck (1981–1993)
- Gordon P. Eaton (1994–1997)
- Charles G. Groat (1998–2005)
- Mark Myers (2006–2009)
- Marcia McNutt (2009–2013)
- Suzette Kimball (2014–2017)
- James F. Reilly (2018–2021)
- David Applegate (2022–)

## Szervezeti felépítése
A USGS munkáját 2012 óta tematikus feladatterületekre osztva végzi, amelyek az idők során iteratív módon tovább fejlődtek. A további szervezeti struktúra magában foglalja a központi funkciókat, földrajzi régiókat, tudományos és támogató programokat, tudományos központokat, laboratóriumokat és egyéb létesítményeket.

### Regionális szervezetek
A regionális szervezetek a belügyminisztérium által használt felosztáshoz igazodnak:
- Észak-atlanti terület/Appalache-régió
- Dél-atlanti-öböl
- Nagy-tavak
- Mississippi-medence
- Missouri-medence
- Arkansas–Rio Grande–Texas-öböl
- Felső-Colorado-medence
- Alsó-Colorado-medence
- Columbia/Északnyugati terület
- Kalifornia–Nagy-medence
- Alaszka
- Csendes-óceáni-szigetek

### Tudományos szervezetek
Földrengés-figyelés
A coloradói Nemzeti Földrengés-információs Központ a világ minden táján figyeli a földmozgásokat, továbbá a Fejlett Nemzeti Szeizmikus Rendszer keretein belül több USA-beli regionális állomást működtetnek. A USGS a földmozgásokról a hatóságokat, a szakmát, a nyilvánosságot és a médiát is tájékoztatja, emellett tudományos céllal gyűjtik a földrengések adatait, és támogatják a hosszútávú szeizmikus veszélyek kutatását is.
Vulkáni tevékenység korai előrejelzése
2005-ben az ország 169 vulkánjának megfigyelésével a kitörést előrejelző rendszeren dolgoztak, amely 2006 októberére készült el.
Tengertudomány
A tengertudományi kutatóközpontnak a Massachusetts állambeli Woods Hole-ban, a Kaliforniai állambeli Santa Cruzban, valamint a Mexikói-öbölben (a Dél-Floridai Egyetemen) vannak kirendeltségei. A központ céljai között van a hidrológiai kutatás, az árvizek, hurrikánok, ásványkincsek, a klímaváltozás és az emberi tevékenység vizekre gyakorolt hatásának vizsgálata is. A szervezet a földtani eredmények összegyűjtését és kiértékelését segítő új rendszeren is dolgozik.
Földmágnesesség vizsgálata
A Nemzeti Földmágnesességi Program keretében a Föld mágneses mezőit vizsgálják valós időben.
Észak-amerikai Környezetvédelmi Atlasz
A Környezetvédelmi Együttműködési Bizottság keretében az USA, Kanada és Mexikó kutatói az észak-amerikai kontinens egészét érintő környezeti problémákat feltérképező Észak-amerikai Környezetvédelmi Atlaszon dolgoznak.
Vízállás-figyelés
Az USA-ban 7400 vízállás-figyelő állomás működik, melyek adatai az interneten is nyomon követhetőek.
Vízgazdálkodás
Az 1984-es Water Resources Research Act keretében elindított vízgazdálkodási program keretében minden államban, a fővárosban és a külbirtokokon is egy-egy vízgazdálkodási kutatóintézet működik, amelyek közösen alkotják a Nemzeti Vízgazdálkodási Intézeteket.
Az éghajlatváltozáshoz való alkalmazkodás kutatása
Az országos és regionális szinten is futó program célja az élővilágnak a klímaváltozáshoz való alkalmazkodásának elősegítése. A USGS székhelyén működő központ mellett nyolc regionális szervezet létezik.
Asztrogeológia
1962 óta zajlik a Hold és más égitestek geológiai feltérképezése.
Földkronológia
A Stanford Egyetemmel közösen működtetett ionmikroszondás kutatóintézet ásványok és más elemek földtörténeti elemzését végzi.
Vízáramlás-figyelés
A Nemzeti Vízáramlás-információs Program és a Vízminőség-figyelő Program eredményei az interneten is elérhetőek.
Vadegészségügy
A Nemzeti Vadegészségügyi Központ (NWHC) célja „a nemzet és természeti erőforrásainak szolgálatában állni megalapozott tudományos és műszaki támogatás nyújtásával, valamint a vadvilágot és az ökoszisztémák egészségét érintő, tudományosan alátámasztott döntések előmozdítását célzó információterjesztéssel. Az NWHC információt, technikai segítségnyújtást, kutatást, oktatást és vezető szerepet biztosít a vadon élő állatok egészségével kapcsolatos nemzeti és nemzetközi kérdésekben.” A központ elsődleges feladata a H5N1 monitorozása. A USGS tizenhét biológiai kutatóállomást (például Patuxent Vadvilág-kutató Központ) is fenntart.
ShakeMaps
A USGS a ShakeMaps gyorsabb fejlesztése érdekében együttműködne a Twitterrel.

## Tevékenysége

### Térképészet
A USGS több térképsorozatot is készít, melyek méretaránya és kiterjedése eltérő, a lefedettségben pedig hiányosságok vannak (például 1:50 000 arányú térképek nem léteznek). A legismertebbek az 1:24 000 arányú, négyszögletes térképek, melyeken a hosszúsági és szélességi vonalak 7,5 perc távolságra találhatóak; ezek a kiadványok csak angolszász mértékegységekkel készülnek. A közel 57 ezer térkép a 48 belterületi államot, Hawaii-t, valamint Alaszka egyes részeit (Anchorage, Fairbanks és Prudhoe Bay) ábrázolja; ezek lefedettsége a meridiánok eltérése miatt változó. Egy 7,5 perces négyszög az északi szélesség 30°-nál 166 km2-t, az északi szélesség 49 °C-nál pedig 127 km2-t foglal magában. A nem metrikus méretarány miatt a lerajzoláshoz Romer-skálára van szükség. A költségvetési megszorítások miatt a munkát egyre gyakrabban civilek végezték, mígnem bejelentették, hogy a térképsorozatot felváltja a nemzeti térkép (nem azonos a belügyminisztérium kiadásában megjelenő Nemzeti Atlasszal).
Korábban 1:62 500 arányú térképek készültek, ahol a vonalak tizenöt perces távolságra voltak, de ezzel a huszadik század utolsó negyedében felhagytak (Alaszka esetén továbbra is az 1:63 600-as méretarányt használják, ahol egy hüvelyk egy mérföldnek felel meg). A közel háromezer térkép az ország 97%-át fedi le. Az USA a világ egyetlen olyan fejlett országa, amely nem rendelkezik 1:25 000 vagy 1:50 000 metrikus méretarányú, szabványosított polgári térképpel, amely a határok menti navigációt megnehezíti (a hadsereg 1:50 000 méretarányú térképei csak a védelmi erők számára készülnek).
Az 1:100 000 arányú kiadványokon a szélességi vonalak 30, a hosszúsági vonalak pedig 60 percre vannak egymástól, így ezeket 30×60 perces négyszögletes térképeknek is nevezik. Az ezeken szereplő területek a 7,5 perces sorozat 32 térképén megtalálhatóak. Ezek metrikus méretarányt használnak: egy centiméter egy kilométernek felel meg, a szintvonalakat, pontmagasságokat és vízszintes távolságokat pedig méterben adják meg.
Az 1:250 000 méretarányú térképeken minden négyszög egy szélességi vagy kettő hosszúsági fokot fed le. A hadsereg által az 1950-es években készített sorozat 489 lapból áll, melyek az északi szélesség 30°-on 21 285 km2-t, az északi szélesség 49°-on pedig 16 115 km-t fednek le. Hawaii ezen méretarányban 1×1 fokos egységekben van ábrázolva.
A jelölésekkel a térképen szereplő helyek több módszerrel azonosíthatók, például hosszúsági és szélességi rácsos méréssel, a Public Land Survey System szelvénymódszerével, valamint az állami koordináta-rendszer és az univerzális transzverzális merkátor kartézi koordinátáival.
A USGS különböző méretarányban más térképeket is (például nemzeti parkokat vagy tudományos jelentőségű helyszíneket ábrázolók) is kiad.
Mivel az Amerikai Egyesült Államok szövetségi kormányának szellemi alkotásai közkincsek, a térképek számos helyen ingyenesen elérhetőek. A georeferált kiadványok rasztergrafikus (DRG) formában, az adatok pedig digitális vonaldiagramként (DLG) és digitális magasságmodellként (DEM) is hozzáférhetőek.
A 2015-ben bemutatott topoView weboldalon közzétették az 1884 és 2006 között készült több mint 178 ezer térképet, amelyek tartalmában is lehet keresni, a nagy felbontású képek pedig letölthetőek.

#### Digitális adatfeldolgozás
A USGS hagyományos, légi fotókon és terepmunkán alapuló feldolgozási módszerét 2008-ban felváltotta a nemzeti adatbázis alapján történő automata térképgenerálás. 2009 júniusa és 2011 májusa között több mint negyvenezer (munkanaponként nyolcvan) térkép készült, amelyek mindössze kettő óra emberi munkát igényelnek; ez főképp a szövegek igazításából és a végső ellenőrzésből áll.
Ugyan a térképek előállítása jóval egyszerűbb, azokat számos kritika érte pontatlanságuk miatt; mivel a felhasznált adatbázisok nem a tömeges adatgenerálás céljából készültek, az eltérő felbontások és dátumok problémákat okozhatnak. Az egykor terepmunka során felderített objektumok (például szélmalmok, parkok, közművezetékek vagy akár vasútvonalak) nem szerepelnek a közkincsként elérhető adatbázisokban, és a legújabb térképekről is gyakran hiányoznak. A feldolgozás során a sok szöveggel rendelkező térképrészleteken szereplő elemek elveszhetnek, mivel a szoftver tévesen rangsorolja azokat. Egyesek szerint az 1945 és 1992 között manuálisan készített térképek a maiaknál megbízhatóbbak.

### Hidrológia
A Hidrológiai Műszergyár (Hydrologic Instrumentation Facility, HIF) négy részlegből áll: a raktárat fenntartó és az eszközök javítását végző terepszolgáltatási osztályból, a hidraulikai és vízminőségi kutatásokat végző vizsgálati osztályból, valamint az informatikai és igazgatási osztályokból.
Az HIF feladata az ország hidrológiai műszereinek értékesítése és bérbeadása, valamint javítása. Az adatgyűjtést a centralizált raktár és laboratóriumok segítik; berendezéseiket más szövetségi ügynökségek is használják. Felszereléseik között található vontatótartály, sugárhajtású tartály, csőáramlás-vizsgáló berendezés és billenőcsatorna is. A szervezet az általa biztosított eszközökhöz betanítást és műszaki támogatást is nyújt.
A mérnöki csoport feladata hatékonyabb, pontosabb és/vagy olcsóbb műszerek tervezése, melyeket a gyártókkal közösen alakítanak ki. A beszállítóknál nem elérhető műszerek tervezését a mérnöki csoport végzi, majd szerződéseket kötnek az HIF által kért berendezések gyártására. Néha maga az HIF nyújt be szabadalmakat annak reményében, hogy a gyártók azokat megvásárolják, és a tömeggyártással az eszközök olcsóbban elérhetők lesznek.

## Kiadványok
Az intézet tevékenységét (kutatási eredmények, térképek, adatok és végső eredmények) folyóiratokban és saját kiadványaiban is közzéteszi.

## Fordítás
- Ez a szócikk részben vagy egészben  az   United States Geological Survey című angol Wikipédia-szócikk ezen változatának fordításán alapul.  Az eredeti cikk szerkesztőit annak laptörténete sorolja fel. Ez a jelzés csupán a megfogalmazás eredetét és a szerzői jogokat jelzi, nem szolgál a cikkben szereplő információk forrásmegjelöléseként.